# Cisy Nałęczów

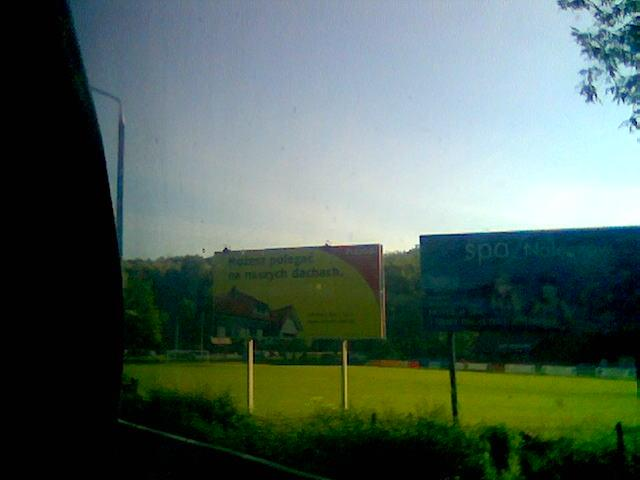
Stadion Cisów

Cisy Nałęczów – polski klub sportowy, z sekcją piłki nożnej mężczyzn (sekcję kobiet rozwiązano w 2007 roku) i siatkówką mężczyzn, powstały w Nałęczowie. Sekcja piłki nożnej kobiet przez cztery sezony występowała w ekstralidze.

## Historia
Klub powstał w 1951 roku jako LZS Nałęczów, a w latach 70. zmienił nazwę na LKS Cisy Nałęczów. Największym sukcesem sekcji piłki nożnej mężczyzn jest gra w IV lidze w sezonie 2009/2010. W 2021 roku tytularnym sponsorem klubu zostało przedsiębiorstwo Tarasola.
Piłkarki Cisów w 2003 roku awansowały do ekstraligi, gdzie występowały przez cztery sezony. W sezonach 2004/2005 oraz 2005/2006 Cisy zajęły czwarte miejsce w lidze. Po rundzie jesiennej sezonu 2006/2007 Cisy wycofały się z rozgrywek.
Klub od lat 80. prowadzi także sekcję siatkówki mężczyzn, koncentrując się przede wszystkim na grupach juniorskich; wychowankiem klubu jest Karol Butryn. Seniorzy występowali w III lidze.
W ramach klubu funkcjonowała również sekcja kulturystyki.